# Bryan Salazar Pérez
Bryan Andrés Salazar Pérez (30 de noviembre de 1993) es un deportista mexicano que compite en taekwondo.
Ganó una medalla en el Campeonato Mundial de Taekwondo de 2022 y cuatro medallas en el Campeonato Panamericano de Taekwondo entre los años 2016 y 2022. En los Juegos Panamericanos de 2023 consiguió una medalla de bronce.

## Palmarés internacional
| Campeonato Mundial      | Campeonato Mundial           | Campeonato Mundial | Campeonato Mundial |
| Año                     | Lugar                        | Medalla            | Categoría          |
| ----------------------- | ---------------------------- | ------------------ | ------------------ |
| 2022                    | Guadalajara (México)         | Medalla de bronce  | –87 kg             |
| Juegos Panamericanos    |                              |                    |                    |
| Año                     | Lugar                        | Medalla            | Categoría          |
| 2023                    | Santiago (Chile)             | Medalla de bronce  | Equipo             |
| Campeonato Panamericano |                              |                    |                    |
| Año                     | Lugar                        | Medalla            | Categoría          |
| 2016                    | Querétaro (México)           | Medalla de bronce  | –87 kg             |
| 2018                    | Spokane (Estados Unidos)     | Medalla de oro     | –87 kg             |
| 2021                    | Cancún (México)              | Medalla de plata   | –87 kg             |
| 2022                    | Punta Cana (Rep. Dominicana) | Medalla de plata   | –87 kg             |